# آنامودی
آنامودی کوهی در هند است که در ایالات کرالا قرار دارد. بالاترین قله این ارتفاعات در گهات غربی و جنوب هند است و در ارتفاع ان از سطح دریا ۲٬۶۹۵ متر (۸٬۸۴۲ فوت) و برجستگی توپوگرافی ۲٬۴۷۹ متر (۸٬۱۳۳ فوت) است. در مرز دیویکولام تالوک، ولسوالی آیدوکی و کوتامنگالام تالوک و منطقه ارناکولام قرار دارد. نام آنامودی به معنای «پیشانی فیل» ترجمه شده‌است، و اشاره ای به شباهت کوه با سر یک فیل دارد.
اولین صعود ثبت شده از آنامودی توسط ژنرال داگلاس هامیلتون از ارتش مادراس در ۴ مه ۱۸۶۲ است، اما این احتمال وجود دارد که پیش از این صعودهایی توسط مردم محلی صورت گرفته باشد.
قله آنامودی یکی از تنها سه قله فوق‌العاده برجسته در جنوب هند است. همچنین قله با بیشترین ایزوله توپوگرافی در هند است. این بالاترین نقطه در جنوب هند و بخشی از هیمالیا است؛ بنابراین به عنوان " اورست هند جنوبی " شناخته می‌شود.

## مناطق آب و هوایی و محیط زیست زیست

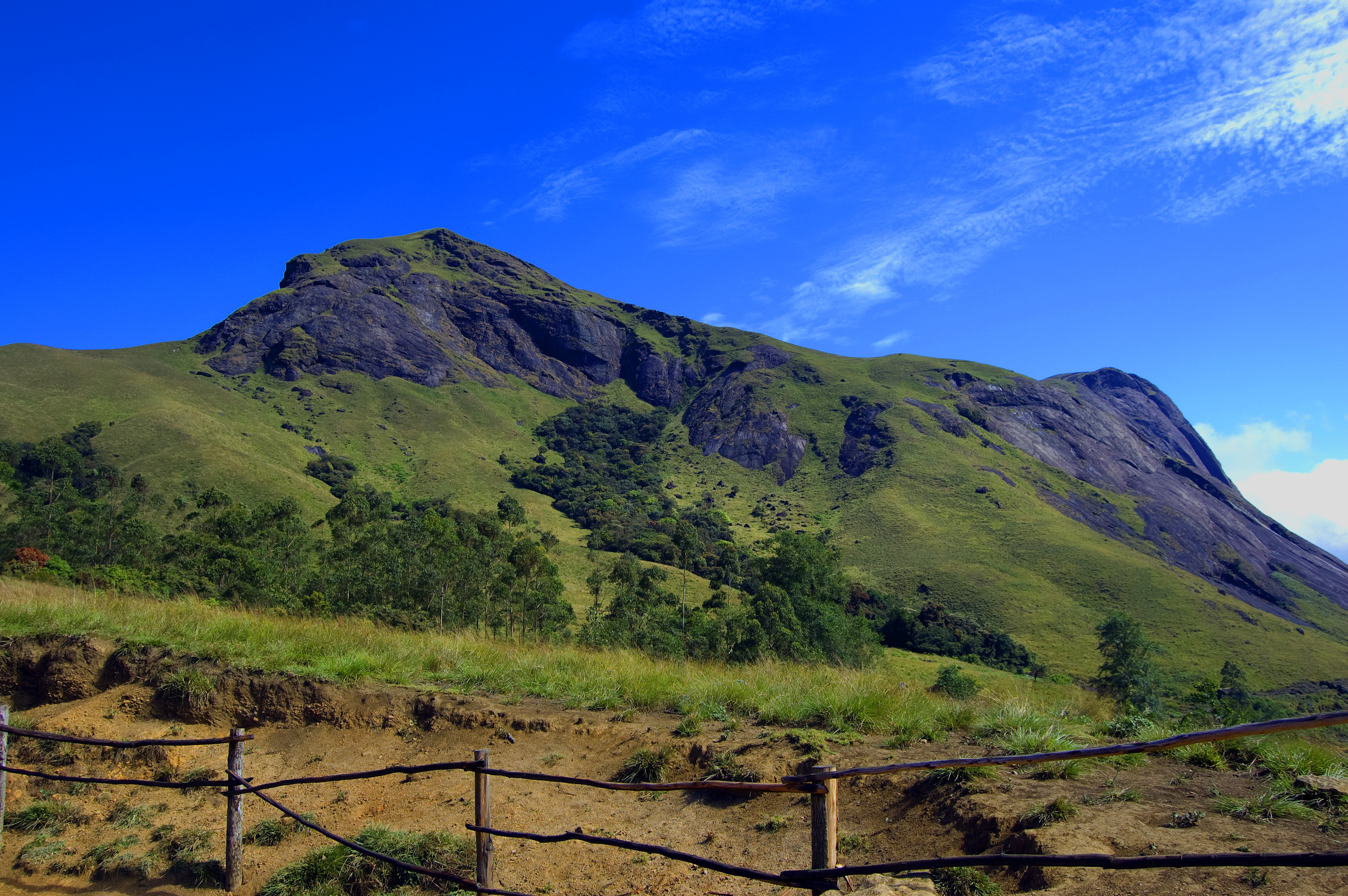
کوه آنامودی

آنامودی با ارتفاع ۲٬۶۹۵ متر (۸٬۸۴۲ فوت) بلندترین قله گهات غربی در هند است. این کوه همچنین بالاترین نقطه در جنوب هند است. قله مرتفع‌ترین نقطه در حوضه رودخانه پریار است.
قله از نظر استحکام یا تسکین موضعی فوق‌العاده چشمگیر نیست و کوهستانی از نوع قطعه گسلی است. این کوه در منطقه جنوبی پارک ملی اراویکولام در محل اتصال کارداموم هیلز، آنیمیمالای هیلز و پالانی هیلز واقع شده‌است. نزدیکترین شهر به ان شهر مونار است که، ۱۳ کیلومتر (۸٫۱ مایل) تا آن فاصله دارد. آسانترین مسیر رسیدن به قله آنامودی پیاده‌روی از لحاظ فنی آسان در دامنه‌های چمن است که از یک فلات کوه‌نورد با ارتفاع پایه در حدود ۲۰۰۰ متر (۶٬۶۰۰ فوت) شروع می‌شود. دامنه‌های شمالی و جنوبی دارای شیبی ملایم است، در حالی که دامنه‌های شرقی و غربی دارای شیب تندتری است و دارای سنگ چهره‌های سخت‌تر است.
کوه آنامودی و پارک ملی اراویکولام که در اطراف آن قرار دارند، بیشترین جمعیت بازمانده از بز کوهی نیلگیری (Nilgiritragus hylocrius) را در خود جای داده‌است. فیل آسیایی، گاو وحشی هندی، ببر بنگال، و سمور نیلگیری (Martes gwatkinsii) برخی از گونه‌های حیوانات پیدا شده در این منطقه کوهستانی هستند. منطقه قله آنامودی همچنین زیستگاه قورباغه منحصر به فرد Raorchestes است. این گونه تازه کشف شده در پارک ملی اراویکولام قرار دارد و در قله آنامودی در کمتر از سه کیلومترمربع محدود است.

## نگارخانه

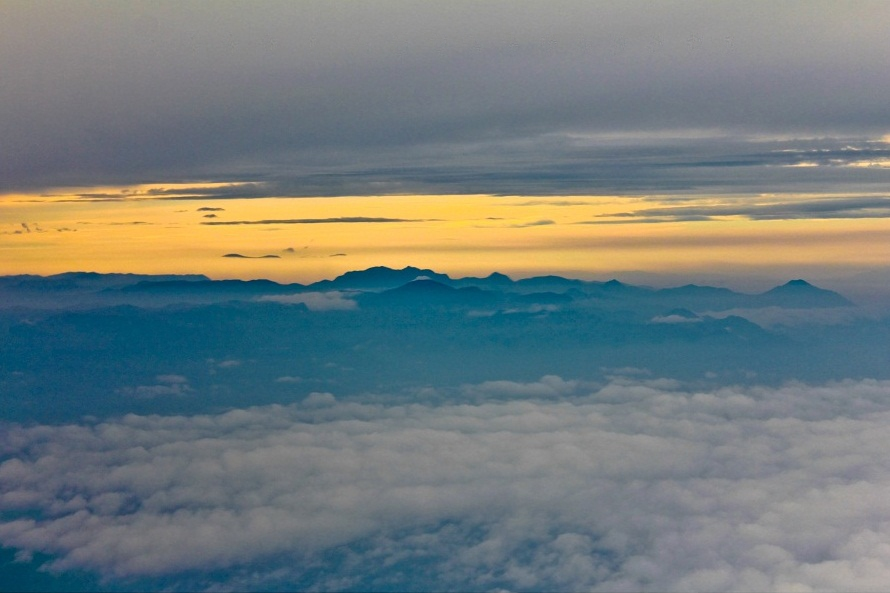
کوه آنامودی که از هواپیما دیده می‌شود. قله در مرکز تصویر با ابر سفید کوچک دیده قرار گرفته‌است.
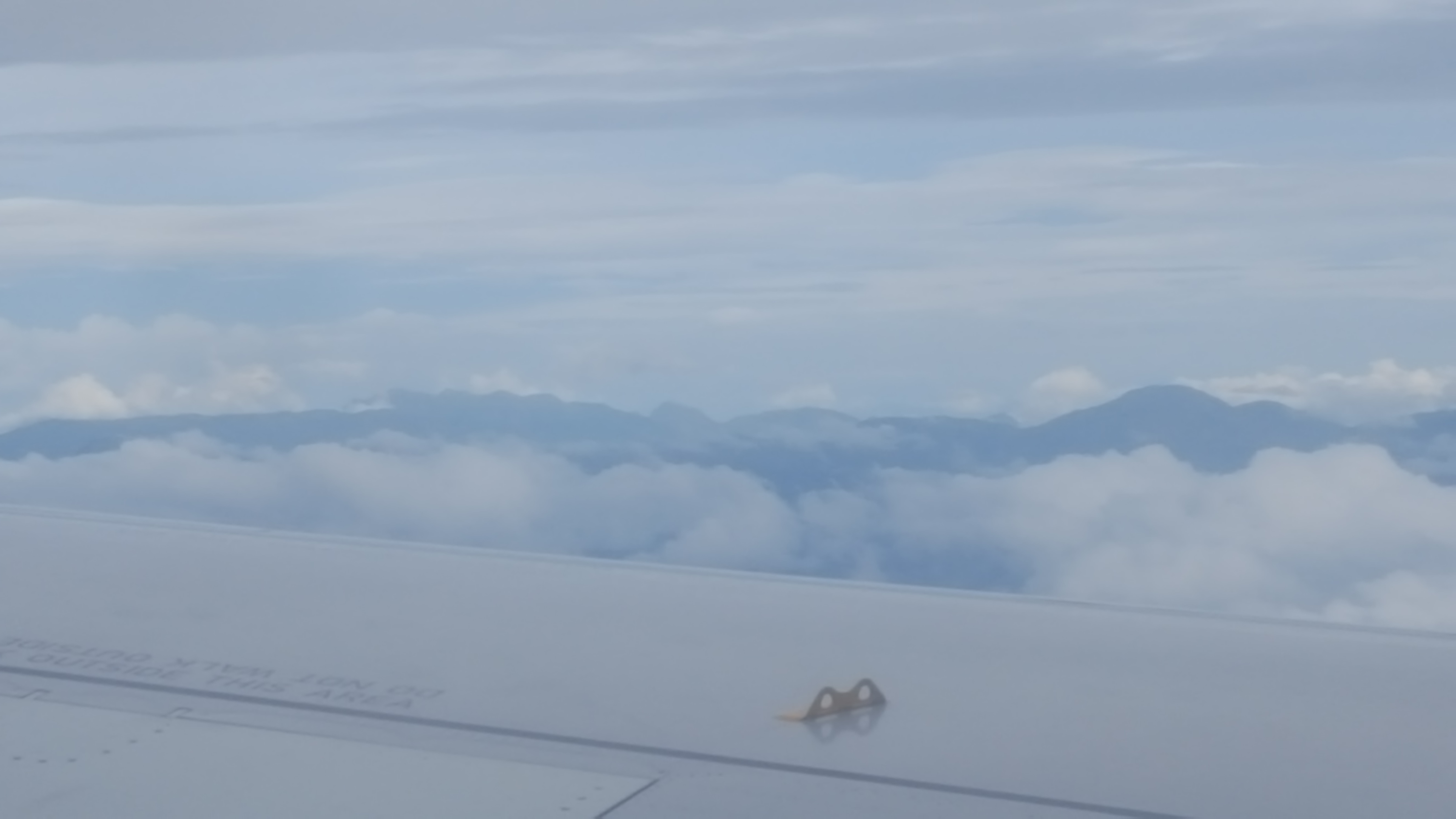
آنامودی در سمت راست ، همانطور که از نزول به فرودگاه بین‌المللی کوهین از پرواز دهلی - کوچی دیده می‌شود
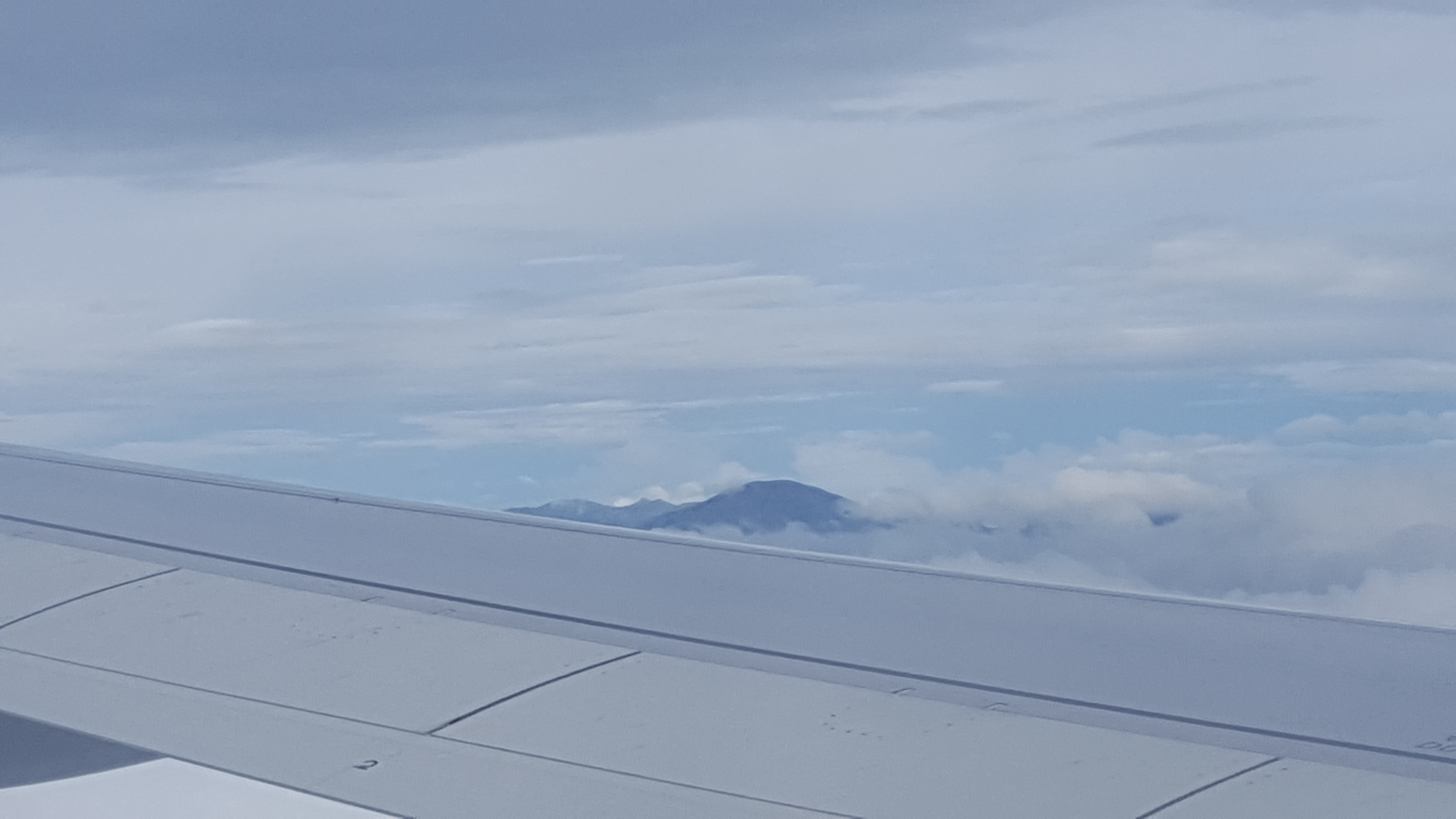
انامودی، ماننامالا و میساپولیمالا- سه قله بلند گهات غربی

## استناد
1. ↑  "Anamudi". Kerala Tourism. Retrieved 2014-11-26.
2. ↑  "Explore Wild Munnar". Eravikulam National Park. Archived from the original on 18 December 2014. Retrieved 2014-11-26.
3. 1 2 3  "Southern India Mountain Ultra-Prominence". Peaklist.org. Retrieved 2009-12-14.
4. 1 2  "Anai Mudi, India". Peakbagger.com. Retrieved 14 December 2009.
5. ↑  Web Map Service (Map) (به انگلیسی). Survey of India. Archived from the original on 1 May 2019. Retrieved 2017-12-11. {{cite map}}: Cite has empty unknown parameter: |5= (help)
6. ↑  (The Imperial Gazetteer of India, v. 5 1909)
7. ↑  "World Peaks with 300 km of Isolation". Peakbagger.com. Retrieved 2017-11-12.
8. ↑  "Up the Everest of the South - The New Indian Express". Archived from the original on 28 May 2020. Retrieved 25 January 2018.
9. ↑  "Anamudi - Kerala". Vedanta Wake up!. Archived from the original on 5 December 2014. Retrieved 26 November 2014.
10. 1 2  (The Imperial Gazetteer of India, v. 12 1909)
11. ↑  "Studies on the nature and chemistry of sediments and water of Periyar and Chalakudy Rivers, Kerala, India by Maya K." (PDF). Archived from the original (PDF) on 5 July 2017. Retrieved 2005-03-01.
12. ↑  Hoiberg, Dale; Ramchandani, Indu (2000).  Dale Hoiberg (ed.). Students' Britannica India, Volumes 1-5. Popular Prakashan. p. 63. ISBN 0-85229-760-2.
13. ↑  «Anamudi peak». بایگانی‌شده از اصلی در ۳ مه ۲۰۱۹. دریافت‌شده در ۱ نوامبر ۲۰۱۹.
14. ↑  "Significance of Eravikulam National Park". Eravikulam National Park. Archived from the original on 3 اكتبر 2014. Retrieved 2014-11-26. {{cite web}}: Check date values in: |archive-date= (help)
15. ↑  "New species of frog found in Eravikulam National Park". The Hindu. 5 May 2010. Retrieved 12 July 2019.